# La Gardeuse d'oies à la fontaine
La Gardeuse d'oies à la fontaine est un conte des frères Grimm, publié à partir de la cinquième édition des Contes de l'enfance et du foyer (numéro KHM 179).

## Résumé
Une vieille femme vit avec son troupeau d'oies dans une contrée isolée. Les gens la disent sorcière car elle peut porter de lourds fardeaux sans se fatiguer. Le fils d'un comte, de passage, s'étonne de la charge qu'elle doit porter et se propose pour l'aider. La vieille accepte, mais le fardeau pèse un poids surhumain. Comme de plus la vieille se moque de lui, le jeune homme, épuisé, cherche à se défaire de la charge qui l'écrase, mais en vain. La vieille finit par bondir sur le dos du jeune homme et se juche tout en haut du fardeau. Ils parviennent malgré tout à la maisonnette de la vieille, dans la montagne, et sont accueillis par la fille de la sorcière, qui garde les oies et est d'une grande laideur. La vieille se radoucit, laisse le jeune homme se reposer et lui donne pour sa peine une boîte sculptée dans une émeraude unique.
Le jeune comte, qui a repris des forces, se remet en route, et après avoir erré trois jours dans la forêt, il parvient à la capitale d'un royaume. Il offre l'émeraude-écrin à la reine, mais celle-ci tombe comme morte en découvrant son contenu ! Reprenant ses esprits, elle demande à parler au jeune homme en privé. Elle lui raconte comment, trois ans plus tôt le roi, son mari, a banni la plus jeune de ses trois filles, pourtant extrêmement belle et dont les larmes étaient des perles et des pierres précieuses, et partagé le royaume avec ses deux aînées car elle avait osé dire à son père qu'elle l'aimait « comme le sel ». Le roi avait alors chassé sa fille cadette dans la forêt, avec un sac de sel attaché sur le dos, malgré ses larmes de perles et les supplications de ses proches. En dépit des recherches entreprises, personne ne sait ce que la jeune fille est devenue.
Or la boîte d'émeraude contenait une perle semblable à celles qui tombaient de ses yeux : la reine se fait raconter par le jeune homme comment il est entré en sa possession. Le roi et la reine, accompagnés du comte, se déplacent jusqu'à la maison de la vieille dans la montagne. Celle-ci, à la nuit tombée, fait sortir sa fille, qui s'éloigne jusqu'à une fontaine où elle enlève la peau qui recouvrait son visage, et apparaît transfigurée et merveilleusement belle ; pourtant elle s'assied et pleure. Alarmée par le bruit d'une branche brisée par le comte qui l'a aperçue et l'épie, elle se hâte de remettre sa peau et de rentrer auprès de sa mère. Celle-ci se met à nettoyer la chaumière et déclare à la jeune fille que d'ici minuit, trois ans se seront passés depuis que celle-ci est à son service.
Le roi et la reine, de leur côté, ont repéré la chaumière et l'atteignent, rejoints par le comte qui leur fait part de ce qu'il a vu à la fontaine. La vieille est en train de filer, tout le logis est d'une propreté impeccable. Elle les accueille et leur révèle que la gardeuse d'oies n'est autre que leur fille, qu'ils avaient injustement chassée trois ans auparavant. Précisément celle-ci apparaît, vêtue magnifiquement et belle comme un ange. La vieille annonce au roi et à la reine qu'elle lui fait cadeau des larmes précieuses que la jeune fille a versées tandis qu'elle était à son service, ainsi que de sa maisonnette ; puis elle disparaît. La chaumière se transforme en un somptueux palais.
Le narrateur précise ensuite que l'histoire n'est pas terminée mais que sa grand-mère, de qui il la tient, ne se rappelle plus la suite. Il suppose que le comte et la princesse sont mariés et ont vécu heureux dans le palais ; que les oies étaient des jeunes filles métamorphosées, et qu'elles ont par la suite repris leur forme humaine. Mais ce qui est sûr, c'est la vieille femme n'était pas une sorcière, mais une bonne fée, qui sans doute avait donné à la jeune princesse à sa naissance le don de verser des perles au lieu de larmes.

## Commentaires et analogies
Le conte, répandu surtout en Europe occidentale et centrale, est lié aux thèmes de Cendrillon et de Toutes-Fourrures. Le motif de la jeune fille qui enlève la peau qui enlaidit son visage le rapproche aussi du conte-type ATU 510B (Peau d'Âne). Il existe une version indienne, La princesse qui aimait son père comme le sel.
La version connue la plus ancienne de ce conte est celle de Geoffroy de Monmouth (Historia regum Britanniae, 1135), où le roi Leir interroge ses filles sur l'amour qu'elles lui portent ; toutefois la comparaison avec le sel n'apparaît que dans des versions orales du XIXe siècle. Wilhelm Grimm a utilisé comme source un conte de Hermann Kletke publié en 1840 dans l’Almanach des contes populaires allemands. Kletke lui-même avait transposé en haut-allemand une version en dialecte (D' Ganshiadarin, 1833) de l'écrivain viennois Andreas Schumacher (1803-1863). Wilhelm Grimm a parsemé le texte d'expressions populaires et de proverbes, et est à l'origine de la conclusion du narrateur.
L'allusion au sel rappelle que ce produit vitalement nécessaire était autrefois rare et cher, . Un conte russe publié par Afanassiev, Le Sel, évoque sa valeur marchande. Dans différentes versions, la jeune fille sert à son père des aliments non salés, ce qui lui fait reconnaître la valeur du sel (voir à ce sujet Princesse Peau-de-Souris, conte retranché des Contes de Grimm, ou le conte anglais de Cap-o'-Rushes (en)). Le sel apparaît dans divers cultes religieux et croyances populaires comme favorisant la vie et écartant le mal. Selon Nicole Belmont, l'expression « aimer [son père] » comme le sel », prononcée par une jeune fille, pourrait aussi comporter une connotation sexuelle.

## Adaptations
- Un épisode de la série d'animation Simsala Grimm[9]
- Un dessin animé long-métrage biélorusse de 2013, (Гусятница у колодца, Dmitry Iakoutovytch et Irina Tarassova, Studios Biélarousfilm) constitue une adaptation de ce conte.